# 菱川友房
菱川 友房（ひしかわ ともふさ、生没年不詳）とは、江戸時代の浮世絵師。

## 来歴
山東京伝編の『浮世絵類考』追考に菱川師宣の門人と記す。作画期は元禄の頃とされ肉筆浮世絵を残している。画風は師宣に似るが、それよりも繊細な筆使いであると評される。ただし出光美術館所蔵の「聞香美人図」には宮川長春の画風が窺えることから、作画期が従来いわれていた時期よりもやや下る可能性が指摘されている。

## 作品
- 「聞香美人図」　紙本着色　出光美術館所蔵　※「日本繪菱川友房圖」の落款、「菱河」の白文瓢印あり
- 「月夜弾琴図」　絹本着色　ニューオータニ美術館所蔵　※「日本繪菱川友房圖」の落款、「友房」の白文瓢印あり。月夜に筝を弾く女を描くが、実は『平家物語』にある小督の逸話を当世風に描いた見立絵といわれている。
- 「蚊帳の外若衆と美人」　絹本着色　※「日本繪菱川友房圖」の落款
- 「吉原格子先の図」